# Miran Fukuda
Miran Fukuda (福田美蘭) est une artiste japonaise alliant pittoresque et numérique. Elle propose dans ses créations un "glissement de version" où elle présente des versions inédites des chefs-d’œuvre de l'Histoire de l'Art.

## Biographie

### Héritage familial
Miran Fukuda naît le 6 février 1963 dans le quartier de Setagaya-ku à Tokyo. Elle est issue d’une famille d’artistes, Son grand-père est Yoshio Hayashi, un illustrateur de livre pour enfants, son père n’est autre que Shigeo Fukuda, sculpteur, graphiste affichiste et graveur. Shigeo Fukuda est un artiste qui travaille beaucoup sur l’illusion et la perception dans l’art. Cela est probablement l’un des éléments qui va influencer l’artiste en devenir qu’est Miran Fukuda. Elle étudie de l’école primaire jusqu’au lycée à l’école du Sacré Cœur à Tokyo. En 1981, elle entre à la faculté des Beaux-Arts de Tokyo dans le département de peinture et en sort diplômée en 1985. À l’instar de son père, elle poursuit ses études dans l’école supérieure de l’université des arts de Tokyo et obtient son diplôme en 1987. Sa carrière d’artiste débute officiellement en juin 1988, quand elle tient sa première exposition à la Galerie Yumanite, dans l’arrondissement de Chuo à Tokyo. Dès octobre 1988, elle est également l’illustratrice du récit Chairs of Dollz écrit par Jirō Akagawa. Cette série est publiée dans l’Asahi shinbun jusqu’en mai 1989.

### Son "glissement de version"
En 1989, à l’âge de 26 ans, Miran Fukuda devient la plus jeune artiste à remporter le prix de la 32e exposition du prix Yasui. Son travail est reconnu pour l’utilisation du traitement numérique et la modification de chefs-d'œuvre occidentaux. Elle appelle cela le « glissement d’une version » :
«  à l’aide d’un logiciel informatique, elle scanne la photographie du tableau et elle calcule - selon la perspective choisie- la nouvelle composition »     
Ce glissement de version a pour but d’observer l’œuvre sous un nouvel angle. Ainsi l’artiste interroge des tableaux célèbres, se place comme spectatrice et propose une nouvelle version d’une œuvre connue de l’Histoire de l’Art, afin d’en apporter une nouvelle perception et d'en renouveler la vision. Son travail pourrait être rapproché celui de l'artiste Yasumasa Morimura, avec qui elle expose à plusieurs reprises. Contrairement à lui, Miran Fukuda ne se place pas directement dans ses nouvelles versions, mais propose sa perception du tableau.

### Une artiste impliquée et influencée par son époque
Miran Fukuda a grandi dans un Japon prospère, seconde puissance mondiale depuis les années 1970, pays où la culture populaire et les publicités sont largement diffusées. La société de consommation de masse influence largement l’artiste. Elle décide d’agrémenter ses peintures d’objets du quotidien. 
« “Je voulais traiter uniquement de la question de la peinture, mais j’ai décidé d'aller au- delà du concept de la peinture, de la repenser comme une surface bidimensionnelle et de rechercher de nouvelles possibilités pour les œuvres des temps modernes“ elle dit. Les nouvelles possibilités auxquelles elle fait référence sont les photographies, les publicités, les étiquettes, les bandes dessinées, les images télévisées et informatiques qui nous entourent, l'assimilation de toutes sortes d'informations émanant de la société de masse moderne. Fukuda a commencé à utiliser librement ces éléments, créant des œuvres qui considèrent les problèmes représentés dans les peintures d'aujourd'hui d'un point de vue qui s'écarte radicalement des idées du passé sur les peintures. ».

## Expositions

### En solo
Son travail est exposé majoritairement au Musée d'Art métropolitain de Tokyo et à Ueno (quartier de Tokyo qui regroupe des sanctuaires, le musée national de Tokyo avec des objets traditionnels et surtout le musée de l’Art Occidental).

#### Expositions et récompenses
- 1992 : "Hara Documents : Miran Fukuda" Musée d'Art Contemporain de Hara
- 1996 : "One Day One Show" galerie 360°, Tokyo.
- 1999 : The 15th, Miran Fukuda New Works : Prints [4]
- 2000 : "Takumi na Takurami [Ingenious Schemes] by Miran Fukuda & Traditional Craftsmen" Galerie Sumida Riverside Hall, Tokyo [5]
- 2002 : "Yurinso Fukuda Miran", Ohara Museum of Art
- 2013 : Exposition thématique au Musée d'Art métropolitain de Tokyo [6]
- 2014 :  64e Art Award, Prix du ministre de l'Éducation, de la Culture, des Sports, de la Science et de la Technologie [7]
- 2017 :  Exposition permanente " Inspired-La source des idées, l'héritage des images" Musée d'Art de Takamatsu [8]
- 2021 : "Miran Fukuda explore la Beauté de Chiba", Musée d'Art de Chiba [9]

### En groupe
Lors de ces expositions, Miran Fukuda expose presque systématiquement aux côtés de Takashi Murakami, Yasumasa Morimura, Makoto Aida ou encore Yoshitomo Nara.

#### Expositions et récompenses
- 1987 : 18e exposition d'art japonais contemporain Mention honorable
- 1988 : 17e Exposition internationale d'art du Japon Prix du musée préfectoral d'art moderne de Toyama
- 1989 : 32e exposition du prix Yasui Yasui Award "mercredi"
- 1990 : "Le jeu des manières : L'art Japonais en 1990", Tours des Arts de Mito, Ibaraki [10]
- 1991 : 7e médaille d'or de la Triennale d'Inde
- 1992 : 21e exposition d'art contemporain japonais Gunma Museum of Modern Art Award
- 1994 : 1re exposition VOCA, "La vision des artistes contemporain", Prix VOCA [11],[12]
- 1995 : Prix annuel des femmes Avon Prix d'art Avon
- 1996 : Philip Morris Artward Prix d'excellence de l'exposition 1996
- 1997 : The vision of Contemporary Art, 4e prix spécial du comité de sélection de l'exposition VOCA [13]
- 2001 : Triennale d'Osaka 2001 Prix de la ville de Sakai
- 2007 : "Peindre pour la joie : nouvelle peinture japonaise des années 1990", exposition temporaire [14]
- 2017 : L'exposition Doraemon " Crée ton propre Doraemon », Galerie Mori Arts Center, Tokyo [15]
- 2018 : "L'art sur la Route - Trois en Voyage"  exposition au Musée des Arts de Hara, Hara [16]
- 2021 : "Scène", exposition permanente au Musée des Arts et du Design de la Préfecture de Toyama [17]